# Palais Troise
Le palais Troise est un bâtiment monumental d'architecture rationaliste situé sur la Piazza Matteotti à Naples. 
Le bâtiment a été construit à la place du palais du Prince Médicis d’Ottaviano (qui appartenait à l’origine aux Guevara di Bovino) au XVIe siècle, entre 1934 et 1936, conçu par Alessandro Carnelli et destiné aux bureaux et aux habitations. 
En 1939, Mussolini l'appelait "paracarro" pour sa forme étrange qui, à son avis, ne pouvait rivaliser avec la splendeur du bâtiment de la poste. Il a ensuite été tenté de le démolir, mais des raisons d'urbanisme (son rôle était en fait de masquer la différence de hauteur très nette entre la nouvelle place et la plus basse via Monteoliveto) et économiques (pour la démolition, il aurait fallu plusieurs millions de lires) ont assuré son maintien. 
Il a été utilisé comme siège par plusieurs sociétés, notamment Ocren et Ansaldo. Il abrite aujourd'hui le consortium UnicoCampania. 